# Morti nel 1385
| Questa pagina contiene informazioni ricavate automaticamente dalle voci biografiche con l'ausilio del template Bio e di un bot. L'aggiornamento è periodico e automatico e ricostruisce completamente la pagina. Se manca una persona in questa lista, sei pregato di non aggiungerla, ma accertati piuttosto che la sua voce biografica contenga il template Bio e che i dati anagrafici siano correttamente compilati. Se il template Bio manca, inseriscilo tu stesso o, in alternativa, metti l'avviso {{tmp\|Bio}} che ne segnala la mancanza. Se i dati riportati sono sbagliati, correggi direttamente la voce biografica; le modifiche saranno visibili in questa lista entro pochi giorni. Per chiarimenti vedi il progetto biografie. La lista contiene solo le 22 persone che sono citate nell'enciclopedia e per le quali è stato implementato correttamente il template Bio. Pagina aggiornata al 10 ago 2025. |

- 21 gennaio - Galeotto I Malatesta, condottiero italiano
- 21 marzo - Aymeric de Magnac, cardinale e vescovo cattolico francese
- 3 maggio - Tommaso da Tortona, giurista italiano
- 20 maggio - Pierre de Monteruc, cardinale e vescovo cattolico francese
- 28 giugno - Andronico IV Paleologo, imperatore bizantino (n. 1348)
- 7 agosto - Giovanna di Kent, principessa gallese (n. 1328)
- 15 ottobre - Dionisio, religioso e santo russo
- 15 novembre - Francesco Castagnola, cardinale italiano
- 19 dicembre - Bernabò Visconti, nobile
- Francesco Bruni, politico italiano (n. 1315)
- Bertolino Capilupi, notaio e diplomatico italiano (n. 1340)
- Giovanna d'Aragona, principessa spagnola (n. 1344)
- Nicolò Guarco, doge (n. 1325)
- Nifone di Alessandria, arcivescovo ortodosso egiziano
- Stefano Sidonio, vescovo cattolico italiano
- Niccolò Soldanieri, poeta italiano
- William Walworth, politico inglese (n. 1322)
- Wang Meng, pittore cinese (n. 1308)
- Xu Da, generale cinese (n. 1332)
- Giovanni I da Varano, condottiero e politico italiano
- Jean de Malestroit, condottiero e mercenario francese
- Gentile di Sangro, cardinale italiano